# نلی کارلا آلبرتو
نلی کارلا آلبرتو (اسپانیایی: Nely Carla Alberto‎؛ زادهٔ ۲ ژوئیهٔ ۱۹۸۳) بازیکن هندبال زن اهل اسپانیا است.